# Tylophora colorata
Tylophora colorata är en oleanderväxtart som beskrevs av Cyril Tenison White. Tylophora colorata ingår i släktet Tylophora och familjen oleanderväxter. Inga underarter finns listade i Catalogue of Life.